# Ivana Baquero
Ivana Baquero (født 11. juni 1994 i Barcelona, Katalonien) er en spansk skuespiller, som havde hovedrollen i den spanske film Pans labyrint (2006).